# 덕천초등학교 (전북)
덕천초등학교는 대한민국 전북특별자치도 정읍시에 있는 공립 초등학교이다.

## 학교 연혁
- 1922년 10월 15일 덕천공립보통학교 개교(설립인가 8월 15일)
- 1981년 3월 9일 병설유치원 개원
- 1992년 10월 15일 개교 70주년 기념행사
- 2009년 7월 21일 전면개축공사(BTL)준공
- 2015년 9월 1일 제24대 이현우 교장 취임

## 참고 자료
- 덕천초등학교 - 한국교육학술정보원 학교알리미